# Yucuaiquín
Yucuaiquín è un comune del dipartimento di La Unión, in El Salvador. Ha un'area totale di 55.18 km².

## Nome
Yucuaiquín è una parola che deriva da due radici della lingua potona: "Yuku", che significa fuoco e "Aykin", ovvero terra o città. Lo storico Jorge Lardé y Larín ha interpretato così il nome in "città di fuoco".
Nel corso del tempo, il nome della città si è evoluto da Yncuayquín (1549), in Inquiaquín (1573), quindi Yoayquín (1577), Yocoaiquín (1689), fino a Jucuaiquín o Yucquín.

## Storia
Quando arrivarono gli spagnoli, Yucuaiquín era situato in una valle chiamata "Llano Grande". La zona era popolata dagli indiani della cultura Lenca: ne scaturì un conflitto che durò oltre vent'anni, con le conseguenze della distruzione  dei Lenca nella regione.
Yucuaiquín ha ottenuto il titolo di villaggio il 28 aprile 1926. Il 15 febbraio 2002 è divenuto ufficialmente una città.